# Несо (супутник)
Несо (дав.-гр. Νησώ) — нерегулярний супутник планети Нептун зі зворотним орбітальним обертанням. Як і інші супутники Нептуна, названий по імені однієї з нереїд із давньогрецької міфології. Також позначається як Нептун XIII.

## Історія відкриття
Перші спостереження за Несо були зроблені 14, 16 серпня і 3 вересня 2002 року групами астрономів під керівництвом Метью Холмана і Бретта Гледмана. Однак виявлена на отриманих фотографіях вона була тільки у 2003 році. Супутник отримав тимчасове позначення S/2002 N 4. Власну назву було присвоєно 3 лютого 2007 року.

## Характеристики
Несо обертається на відстані понад 48 млн км від Нептуна. Це робить його найбільш далеким від своєї планети супутником у Сонячній системі з відомих.
Орбіта Несо за розмірами порівнянна з геліоцентричними орбітами планет. Так, наприклад, Несо в апопосейдії віддаляється від Нептуна на 72 млн км. Для порівняння: Меркурій в афелії віддаляється від Сонця лише на 70 млн км. Зате супутник робить один оборот навколо Нептуна більш ніж за 25,5 років, що є найбільшим показником серед усіх лун Сонячної системи.
За орбітальним параметрам Несо має близьку схожість із Псамафою. Ці два супутники можуть бути фрагментами існуючого раніше більшого супутника.